# Teulisna tetragona
Teulisna tetragona är en fjärilsart som beskrevs av Walker 1854. Teulisna tetragona ingår i släktet Teulisna och familjen björnspinnare. Inga underarter finns listade i Catalogue of Life.